# Wolfgang Kroug
Wolfgang Kroug (* 30. März 1890 in Hungerburg bei Narwa im alten Zarenreich; † 13. Oktober 1973 in Göttingen) war Philosoph, Pädagoge und Psychotherapeut.

## Leben
Kroug wuchs als Sohn baltendeutscher Eltern in St. Petersburg auf, wo sein Vater eine Arztpraxis hatte. In St. Petersburg verbrachte er seine Kindheit und Jugend und besuchte dort das deutsche humanistische  Gymnasium. Aufgeschreckt durch die schwere Revolte in St. Petersburg (ein Vorläufer der späteren Revolution von 1917), schickten ihn seine Eltern zur Beendigung der Schulzeit nach Weimar, wo er am humanistischen Gymnasium das Abitur ablegte. Er studierte dann in Jena und Marburg Physik, Mathematik und vor allem Philosophie bei Nicolai Hartmann. Sein Hauptinteresse galt von jeher den philosophischen Fragen, ganz speziell den Kategorien des Könnens und Nichtkönnens.
Kroug war sehr aktiv in der studentischen Jugendbewegung, dem Wandervogel, und gründete mit Hans Wix und Knud Ahlborn die Akademische Vereinigung (A V) Marburg – eine nicht schlagende Studentenverbindung, die als studentische Erziehungsgemeinschaft weltanschaulich neutral sein wollte.
Die A V Marburg weigerte sich als einzige Korporation, nach 1933 die jüdischen Mitglieder auszuschließen: „Die ‚Akademische Vereinigung‛ gehört zu den unbestreitbarsten und schönsten Erfolgen der Studentischen Jugendbewegung. Sie war eine der ersten, die mit der Tat und dem Beispiel voranging, und ist eine der wenigen, die sich voll und ganz bewährt haben.“ Nicolai Hartmann im Sommer 1925.
In dieser Zeit entstanden intensive Freundschaften mit Adolf Reichwein, dem Reformpädagogen und Widerstandskämpfer, dem er im Buch „Sein zum Tode“ einen ausführlichen Nachruf widmete.
Auch mit Hans Bohnenkamp pflegte er viel geistigen Austausch, vor allem über seine Philosophie des Könnens und Nichtkönnens, an der er sein Leben lang gearbeitet hat, ohne sie bis zur Veröffentlichung fertigzustellen. Das Manuskript liegt im Archiv der deutschen Jugendbewegung der Burg Ludwigstein. Nach dem Zusammenbruch des alten Zarenreiches und der Entstehung der Sowjetunion war eine Rückkehr nach Russland unmöglich. Wolfgang Kroug unterrichtete als Gymnasiallehrer in Thüringen, Eisenach, und beschäftigte sich nebenher weiterhin mit philosophischen Fragen.
Während des Zweiten Weltkrieges war Kroug russischer Dolmetscher. Nach dem Krieg machte er bei Fritz Riemann eine Ausbildung zum Kinder- und Jugendtherapeuten. Er ließ sich in Göttingen nieder und entwickelte eine eigene psychotherapeutische Methode, das Göttinger Schreibspiel: Dabei sitzen sich Klient und Therapeut einander gegenüber. Ein großes Schreibheft wird im Frage-und-Antwort-Spiel hin- und hergeschoben. Dies geschieht auf rituelle Weise in absoluter Stille. Dadurch entsteht eine dichte Atmosphäre zwischen Therapeut und Klient. Aus dieser können die wesentlichen neuralgischen Punkte sich oft schneller und klarer formulieren als im mündlichen Dialog.
Während eines Aufenthaltes in der Schule für Initiatische Therapie in Todtmoos-Rütte (gegründet von Karlfried Graf Dürckheim und Maria Hippius Gräfin Dürckheim) stellte er das Schreibspiel Maria Hippius vor, die es in der Diskussion sehr positiv bewertete (Maria Hippius, „Geheimnis und Wagnis der Menschwerdung“. Schriften zur Initiatischen Therapie, Oratio Verlag, Schaffhausen 2000). Zwischen den beiden Therapien ergaben sich Berührungspunkte. Auch die Kategorien des Könnens und Nichtkönnens in der therapeutischen Arbeit waren Gegenstand des Austausches.

## Werke
- Sein zum Tode: Gedanke und Bewährung. Lebensbilder im Kampf gebliebener Mitglieder der Akademischen Vereinigung Marburg; Leben und Sterben der Unvollendeten Bd. 2/3; Bad Godesberg: Voggenreiter, 1955.

- Aufsätze:
  - Das Sein zum Tode bei Heidegger und die Probleme des Könnens und der Liebe; In: Zeitschrift für philosophische Forschung; in Verbindung mit der „Allgemeinen Gesellschaft für Philosophie in Deutschland“; Band VII, Heft 3; Hrsg. von G. Schischkoff, München; S. 392–415.
  - Einige Thesen zur Könnensphilosophie, Göttingen 1957.
  - Über Ontologie des Könnens und das Primat des Nichtkönnens. Eine Studie zu einer anthropologisch fundamentalen unabdingbaren Forderung von Erwin Straus; In: Festschrift für Erwin Straus zum 75. Geburtstag, S. 159–175.
  - Konfrontation mit dem Nichtkönnen Psyche 1951, H. 3.
  - Grundgedanken zu einer Philosophie des Könnens, Zeitschr. f. Philos. Forschung X, 4, 1956.